# サフラワー油

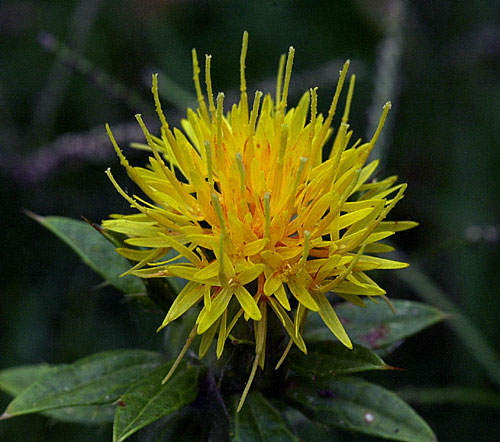
原料となるベニバナ

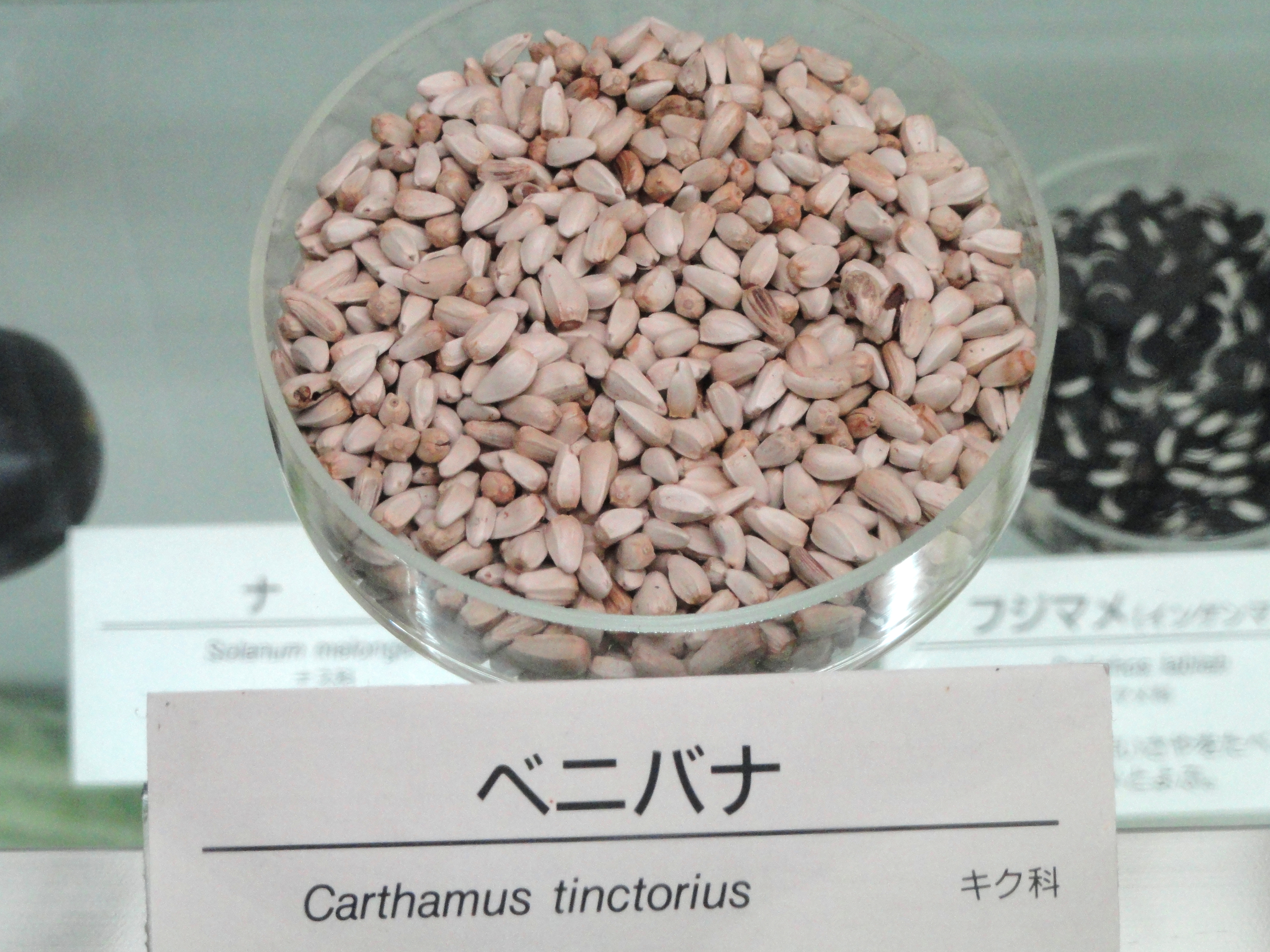
油はベニバナの種子を絞って採る

サフラワー油（サフラワーゆ、Safflower oil）は、ベニバナの種子から採取される油脂。紅花油（べにばなゆ）、サフラワーオイルとも呼ばれ、主に食用油として用いられる。
ひまわり油であるサンフラワー油と誤記されやすい。

## 歴史
ベニバナは色素原料として古くから栽培されてきたが、食用油原料として用いられるようになったのは近代に入ってからである。1950年頃からアメリカで商業生産が始まったが、当時は塗料やワニスなどの原料として利用された。工業用としては1960年代頃から生産が増えた安価な大豆油に代わられ、サフラワー油の用途は食用へと変化していった。
日本には1958年にサラダ油として販売が始まった。当時日本にはベニバナに対する関税の規定がなく、価格面で大豆油と対抗できた。1957年に、オレイン酸を主成分とするベニバナの変種が発見され、のちに品種改良によりハイオレイック（高オレイン酸）油として生産されるようになった。1990年代に入るとリノール酸の摂りすぎの弊害が指摘され、従来の高リノール酸タイプからハイオレイックタイプへの転換が進んだ。

## 用途

### 食用
日本ではリノール酸に対するかつての健康イメージもあり、主に家庭用高級食用油として、大豆油や菜種油に比べ高価格で販売されている。日本での消費量は年間約6万トン前後で推移している。水素添加すると粗い結晶が生じるため、そのままではマーガリンなどには適さないが、綿実油の添加によりある程度防止できる。
| 項目                     | 分量（g） |
| ------------------------ | --------- |
| 脂肪                     | 100       |
| 飽和脂肪酸               | 7.541     |
| 10:0（カプリン酸）       | 0.093     |
| 16:0（パルミチン酸）     | 4.86      |
| 18:0（ステアリン酸）     | 1.915     |
| 20:0（アラキジン酸）     | 0.384     |
| 22:0（ベヘン酸）         | 0.289     |
| 一価不飽和脂肪酸         | 75.221    |
| 16:1（パルミトレイン酸） | 0.095     |
| 18:1（オレイン酸）       | 74.742    |
| 20:1                     | 0.288     |
| 多価不飽和脂肪酸         | 12.82     |
| 18:2（リノール酸）       | 12.724    |
| 18:3（α-リノレン酸）     | 0.096     |

### 画材

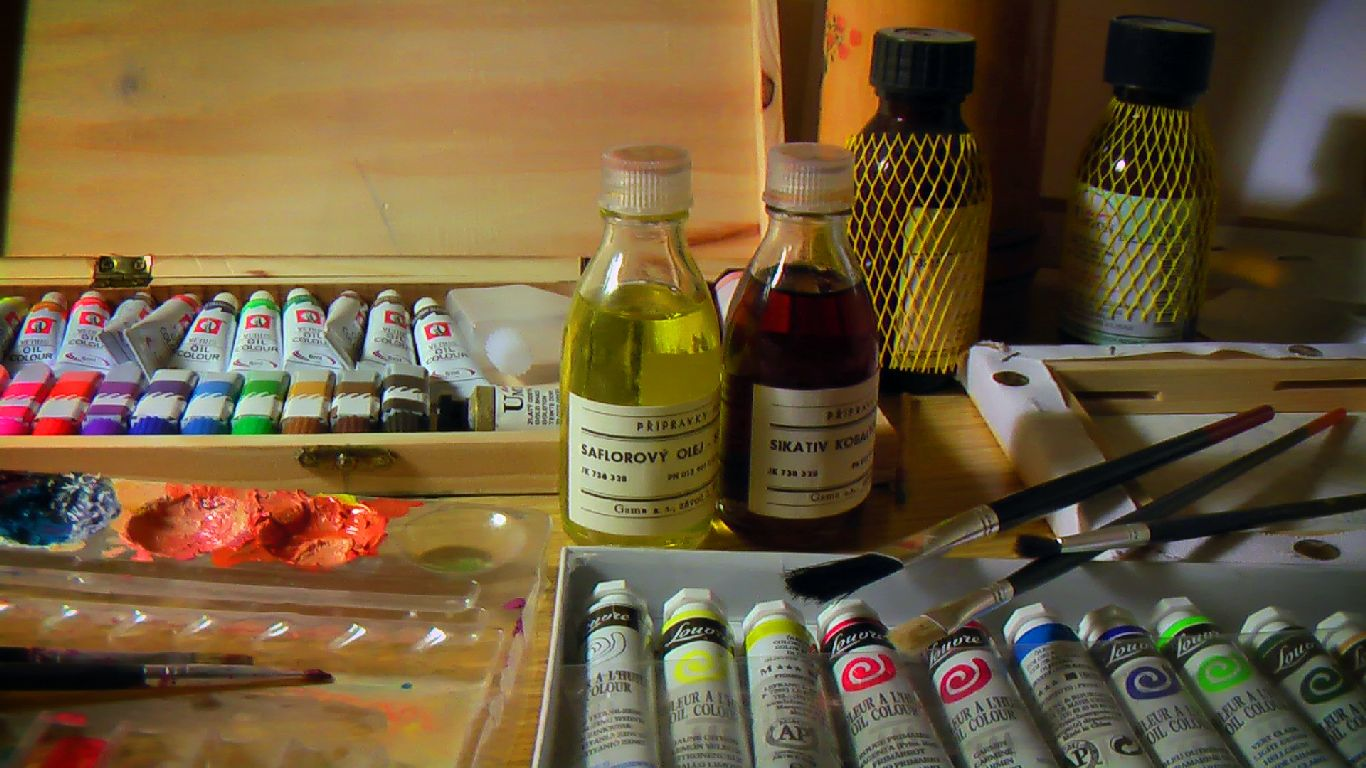
油絵に使われるサフラワー油

サフラワー油は乾性油であり、精製したものは油絵の溶き油としても用いられる。亜麻仁油と比べると乾燥が遅く、塗膜の強度は劣るが、比較的黄変しにくい。こちらの用途には固まりやすい高リノール酸タイプが適する。

## 性質
- 引火点 - 318-321℃
- けん化価 - 186-194
- ヨウ素価 - 在来種140-150、ハイオレイック80-100
- 脂肪酸組成
  - 在来種 - リノール酸73-82%、オレイン酸9-17%
  - ハイオレイック - リノール酸13-16%、オレイン酸74-79%
- 種子中の油脂含有率 - 28-44%